# The Settlers IV
The Settlers IV (нем. «Die Siedler IV») — компьютерная игра в жанре стратегии в реальном времени, разработанная и изданная немецкой фирмой Blue Byte Software в 2000 году. В России игра была выпущена 25 сентября 2001 года компанией 1C.
В The Settlers IV существует четыре расы: Майя, Викинги, Римляне и Тёмное Племя. В одиночной игре можно пройти игровую кампанию за каждый из народов и сыграть против компьютера на одиночной карте. Мультиплеер позволяет игрокам сразиться друг с другом, или сыграть в режим «free settle», где можно развивать своё поселение без угрозы атаки со стороны противника.

## Игровой процесс
The Settlers IV является стратегией в реальном времени, управление в которой осуществляется через интерфейс методом point and click. Игровой процесс и игровая механика в основном очень схожи с The Settlers III, главной целью большинства миссий становится отстройка поселения с функционирующей экономикой, способной создать необходимое число военных и/или специализированных юнитов для завоёвывания конкурирующих территорий. Для достижения всего этого, пользователь должен участвовать в экономическом микроконтроле, возводить здания и производить ресурсы.

### Режимы игры
В The Settlers IV можно играть в однопользовательском и многопользовательском режимах. При первом варианте, игрок может выбрать участие в игровой кампании или на отдельной карте (режим «Свободная карта»), где можно подобрать подходящую карту и условия игры (определив число управляемых компьютером противников, размер доступного в начале игры сырья, условия победы). В режиме кампании игрок должен завершить серию миссий, победа в большинстве из которых доступна с поражением компьютерных соперников из-за утраты территории или уничтожением храма (в кампании Тёмного племени). Первоначально были доступны три игровые кампании (для викингов, римлян и майя) по четыре миссии каждая, и четвёртая кампания из 12 миссий, в которой управляемые игроком три народа борются с Тёмным племенем. Дополнение Mission CD вносило три новые кампании из пяти миссий, и по три миссии для игровых режимов Конфликт и «Поселение». Дополнение The Trojans and the Elixir of Power предлагало три кампании по пять миссий каждая для трёх рас, четыре миссии в режиме Поселение и кампанию из 12 миссий о борьбе троянцев с Тёмным племенем.
В многопользовательском режиме, в который можно было играть посредством LAN или онлайн (через Blue Byte Gaming Channel), пользователь выбирает игровую карту и тип игры: «Conflict Mode» (каждый игрок/раса борются друг с другом), «Ranking List» (в конце игры её участники получают баллы для ранжирования в таблице онлайн лиги Blue Byte); «Cooperation Mode» (игроки объединяют усилия для достижения поставленной цели, противостоя контролируемым компьютером соперникам), «Economic Mode» (победителем признаётся тот, кто за установленное время сумел произвести больше всего товаров в четырёх из семи категорий), «Settlefest» (соревнование идёт на отдельных, но идентичных однопользовательских картах с целью первым выполнить поставленные условия) или «Free Settle Mode» (один игрок/раса).

### Поселенцы и транспортировка
Во всех игровых режимах сама игра начинается одинаково: у пользователя есть небольшое поселение, запас инструментов и ресурсов, и заданное число поселенцев. Основной игровой процесс вертится вокруг крепостных (именуемых в серии «поселенцами»), переносящих инструменты и материалы и занятых в производстве и обслуживании. Как и в The Settlers III, новые поселенцы доступны лишь при строении резиденций.
Игрок никак не может напрямую контролировать поселенца, можно лишь давать общие приказы (вроде строительства зданий), для исполнения которых ИИ делегирует конкретных поселенцев. Однако управлять можно специалистами: пионерами (расширяют владения игрока копанием земли на границе), ворами (разведывают вражескую территорию и крадут ресурсы), геологами (изучают горную местность на наличие полезных ископаемых) и садовниками (восстанавливают местность, повреждённую Тёмным племенем). При многопользовательской игре также доступен саботажник, способный атаковать все невоенные здания врага.
Как и в The Settlers III, пользователю не доступно строительство системы дорог. Впрочем, поселенцы свободно перемещаются по территории поселения через осуществляемый ИИ поиск пути. Как и в предыдущих играх серии, The Settlers IV имеет регулируемую систему приоритетности товаров, определяющую порядок их транспортировки. Игрок может строить рынки для создания торговых путей между разными частями одного географического региона, и гавани для производства боевых кораблей, паромов (позволяют перевозить поселенцев, солдат и боевые машины) и торговые корабли (могут перевозить предметы из порта в другой географический регион).

### Расы и экономика
В оригинальной игре пользователю доступны три расы: Римляне, Викинги и Майя. Дополнение The Trojans and the Elixir of Power делало доступными Троянцев. Как и в Settlers III, расы имеют немного разные экономические модели. Так, при строительстве римляне и троянцы используют равное количество дерева и камня, викингам нужно больше дерева, а майя — камня. Также эти народы имеют особые навыки: римляне могут получать магическую манну используя всего два здания; боевой флот и военные машины викингов используют её вместо снарядов; и только майя могут строить в пустыне (фермы для выращивания агавы для её перегонки в текилу).
Игрок может в любой момент повлиять на экономику своего поселения с помощью разных приёмов (вроде контроля за дистрибуцией ресурсов и предметов, или выбора места и предмета для производства. Важную роль в игре отводится инструментам, которые нужны в строительстве и производстве. Так, даже при наличии свободных поселенце шахта не начнёт работать без наличия кирки, сделанной в мастерской. О простое зданий и его причинах игрока информирует система уведомлений.
Как и в предшественнице, в The Settlers IV присутствует магия, с помощью которой народы решают военные и экономические задачи. С появлением достаточного количества манны и священников, игрок получает доступ к заклинаниям, уникальным для каждой расы. Они могут конвертировать одни ресурсы в другие, увеличивать производство продовольствия, восстанавливать израсходованные залежи природных ископаемых, влиять на воинов (своих и вражеских).

### Война
Владения игрока можно расширить только с помощью пионеров или строительством на границе военных сооружений. Для сохранения новой границы, в здании должен находиться как минимум один солдат. Для их найма необходимо возвести казармы и изготовить оружие. Игроку доступно строительство и обзорных башен, с которых поселенцы могут следить за окрестностями на большом расстоянии.
Существуют три общих класса солдат: мечник, лучник и командир. Уровень первых двух воинов устанавливается игроком в процессе рекрутирования, выражаясь в золоте (бесплатно для первого уровня, одна единица — для второго, два — для третьего). Командиры не имеют уровни, для их найма нужен меч, доспехи и три единицы золота. Подобная дороговизна объясняется лучшими характеристиками и способностью улучшать боеспособность и показатели солдат. Каждая раса может также использовать военные корабли и машины (катапульта у римлян, Молот Тора для викингов, пушки для майя и баллисты у троянцев), и специальные подразделения (медик у римлян, берсерк для викингов, воин с сарбаканом у майя и катапультист для троянцев). Как и мечники с лучниками, эти юниты имеют три уровня найма.
Для атаки на вражеское здание, пользователю необходимо выделить своих воинов и кликнуть рядом с целью. В случае победы над гарнизоном здание переходит в руки победителя, тем самым расширяя владения согласно своему радиусу действия. Сама оборона зданий ведётся автоматически всеми находящимися в нём солдатами, а также находящимися по соседству воинами (если не приказано обратное). Во время боя на своей территории сила воинов всегда составляет 100 %, в ином случае она зависит от экономического уровня поселения. Важную роль в повышении силы армии играют «Eyecatchers» (декоративные монументы).

## Сюжет
События игры разворачиваются вскоре после подавления восстания тёмного бога Морбуса против великого бога, известного как ОН. В наказание за предательство, ОН отправляет проигравшего в ссылку на планету Земля, которую тот ненавидит больше всего во вселенной из-за огромного числа растений. Морбус решает уничтожить всю растительную жизнь Земли с помощью серого сорняка, убивающего другие растения и превращающий ландшафт в почерневшую пустыню Тёмных Земель
Тем временем, недавно вступившие в контакт друг с другом викинги, майя и римляне уже вступили в междоусобную войну. Первыми с Тёмными Землями знакомятся римляне, чьи разведчики посчитали серый сорняк новым оружием майя. В итоге римляне уничтожают их соседнюю колонию, после чего осознают отсутствие связи между этим народом и Тёмными Землями. Майя, уже столкнувшиеся с этим явлением, предлагают заключить временный союз, на который римляне с неохотой идут. Но во время изучения Тёмных Земель майя нападают на новых союзников .
В другом месте викинги также столкнулись с последствиями от присутствия серого сорняка, обнаружив одно из своих священных мест погребения окружённого тёмными землями. Когда они отправляются вернуть свои земли, на них нападает армия безумных солдат. В это время римляне узнают секрет создания Тёмной Армии — поселенцы преобразуются шаманами в слуг Мербуса для создания Тёмного племени. После этого они отправляются работать на грибные фермы, где грибные споры превращаются в ману, с помощью которой в тёмном храме создаются войска. Благодаря этому познанию римляне помогают викингам в уничтожении ферм.
Но майя считают себя главной целью альянса викингов и римлян. Лишь после нападения на колонии обоих народов они осознают, что главным противником для них было тёмное племя. К этому моменту земли трёх народов уже окружены тёмной землёй, и они решают объединиться для борьбы с тёмным племенем.
В итоге викинги находят то, что они считают последним храмом тьмы, с уничтожением которого остатки тёмного племени начинают готовиться к финальной битве. Заранее осознавая, что потребуется ещё одна победа, майя начинают атаку. С уничтожением всех ферм и храмов тёмного племени Морбус бежит в своё логово, не имея возможности призвать новые войска. Моля ЕГО о прощении, тёмный бог в ужасе замечает проникнувшие в здание виноградные лозы, которые, опутав тело, превращают его в статую.

## Разработка

### Анонс и игровой процесс
The Settlers IV была анонсирована студией Blue Byte на ECTS в августе 1999 года. Создатель серии The Settlers series Фолькер Вертих, также бывший дизайнером и программистом The Settlers и The Settlers III, не участвовал в разработке, потому что, как он позже объяснил, «Blue Byte хотел, чтобы она была готова к выпуску к Рождеству 2000 года, что, на мой взгляд, не было достаточным временем для создания достойной игры».
Впервые игра была показана на E3 в мае 2000 года, когда Blue Byte заявили, что в игровом процессе особое внимание будет уделяться экономическому планированию, а не военному завоеванию. Ссылаясь на отрицательные отзывы фанатов, которые считали Settlers III слишком ориентированными на боевые действия, дизайнеры задумывали новую игру как возврат к основанному на законе спросе и предложении основному игровому процессу The Settlers и The Settlers II. Они также сообщили, что в игре будут представлены три игровые расы (римляне, викинги и майя) и новая неигровая раса (Темное племя). Говоря о важности Темного племени для экономического геймплея, менеджер проекта и содизайнер Ханс-Юрген Брандле объяснил:
В отличие от предыдущих противников в серии Settlers, победить Темное племя только военными средствами не удастся. Рекультивация бесплодных земель является важным компонентом стратегии против темной угрозы и подчеркивает наши усилия по перемещению освоения земель в игре на передний план. Не умаляя каких-либо характеристик воинских юнитов, нам удалось вернуться к своим корням.
В интервью GamesZone разработчик развил эту идею: «Мы убедились, что существует баланс между урегулированием и сражением практически с каждым изменением правил и новой функцией». Обращаясь к вопросу о том, почему в игре будут почти такие же экономические процессы, что и в Settlers III, несмотря на переориентацию игрового процесса, он пояснил: «Большинство отзывов дало нам четкое понимание того, что экономика в Settlers просто великолепна, и что игра не должна быть искусственно раздуваться новыми товарами или людьми. Удовольствие и легкость игры не должны подавляться излишне сложными контекстами».
В более поздней беседе с IGN Брандле Брандл подтвердил надежду разработчиков, что игра будет более полно объединять экономическое урегулирование с боем, чем в предыдущей игре:
Мы в основном концентрируемся на том, чтобы найти правильный баланс между освоением земель и борьбой. Мы вводим новые функции, которые сделают заселение более важным, но также повлияют на стратегическую боевую часть. Это будет означать, что вы не можете сосредоточиться только на развитии или только сражении, как некоторые люди делали с более ранними версиями. У нас было много отзывов от наших пользователей, которые сказали, что им понравилась часть освоения земель в Settlers III, но как только они вышли в Интернет, они обнаружили, что у них нет возможности эффективно играть в эту часть игры, потому что так много игроков сосредоточились о борьбе и агрессии.
Брандл объяснил, что из трех рас в игре разработчики выбрали римлян, поскольку они были «традиционной» расой поселенцев, викингов, поскольку они были самой востребованной фанатами расой, и майя, поскольку им нужна была раса, чем использовалось больше камня, чем древесины в своей строительной индустрии, и потому, что разработчики считали майя исторически загадочной культурой.

### Графика
В интервью GamesZone Брандл также затронул проблему сходства графики между новой игрой и Settlers III: «Мы намеренно запрограммировали движок, который очень похож на предыдущий. Мы хотели, чтобы фанаты почувствовали, что они вернулись. в знакомом мире The Settlers».
Как и в случае с Settlers III,здания в игре были созданы с помощью 3D Studio Max, а для создания текстур использовался Adobe Photoshop. Каждой расе был назначен свой собственный художник, который не работал ни над чем, кроме зданий для этой конкретной расы. По словам ведущего художника, содизайнера и соавтора Торстена Хесса, это было сделано «для того, чтобы стиль зданий внутри людей был единообразным». Однако были определённые главные правила, которых должны были придерживаться отдельные художники. Одной из самых важных была техника, которую Гесс применил на Settlers III; после того, как текстуры были наложены, они были «загрязнены», чтобы создать ощущение живого, реального мира. Гесс объяснял: «Следует избегать жестких и прямых краев. Вместо этого используются красивые кривые и движущиеся линии, чтобы показать жизнь в мире поселенцев. Для текстур это означает более яркие цвета, немного более высокий контраст, чем у фигур, а также много деталей и использование множества различных цветовых семейств. Мы определённо хотим избежать стерильного вида. Мы также рисуем все текстуры вручную».
Для самих поселенцев дизайнеры также использовали те же базовые приемы, что и в Settlers III; фигуры не могут быть слишком графически сложными, так как мелкие детали будут потеряны, учитывая их размер (32 пикселя в высоту). В то же время рисунки должны были быть достаточно детализированными, чтобы казаться хотя бы несколько реалистичными даже при таком небольшом размере. Чтобы решить эту проблему, пропорции поселенцев были преувеличены, а их оружие и инструменты были сконструированы так, чтобы быть пропорционально слишком большими, поскольку орудия правильного размера были бы слишком малы, чтобы их можно было увидеть. Что касается процесса анимации поселенцев, аниматор персонажей / соавтор сценария Торстен Валлнер объясняет, «Мы помещаем скелет позади каждого поселенца, который управляет последовательностью движений. Каждый скелет диктует стандартные движения, такие как наклоны, бег или стояние. Дополнительные анимации затем могут быть добавлены к отдельным персонажам. Благодаря этой технологии нам не нужно заново анимировать каждого поселенца, а только добавлять дополнительные анимации».

### Продвижение и перенос
В июле 2000 года Blue Byte объявил о привлечении 5 тыс. человек для участия в закрытом бета-тестировании. Однако бета-тестирование было отложено в начале августа из-за «технических проблем, нарушивших работу программного обеспечения компьютерной игры Battle Isle: The Andosia War». В конце августа разработчики объявили, что бета-тестирование начнется как минимум в середине сентября.
В октябре Blue Byte выпустили предназначенную для продвижения основной игры мини-игру «Smack a Thief», являвшуююся вариацией Whac-A-Mole. В ней игрок должен был нажимать на воров-викингов, прежде чем они смогут совершить набег на римские магазины и сбежать. Доступная для бесплатной загрузки с веб-сайта Blue Byte, игра позволяла игрокам загружать свои рекорды в глобальную таблицу рекордов.
В начале ноября онлайн-бета-тестирование было отменено, а Blue Byte заявила: «Мы решили сделать этот шаг, чтобы сконцентрироваться на завершении игры. Проведение большого открытого бета-теста требует много дополнительных ресурсов, которые мы теперь хотим инвестировать. в частности, в разработку. Гарантия качества вместо этого будет обеспечиваться нашим собственным отделом внутреннего тестирования». В интервью Planet of Games Брандл объяснял: «У нас нет ресурсов для фильтрации и сортировки всех ожидаемых отзывов о бета-тестировании. В настоящее время мы сосредоточены исключительно на завершении продукта».
На следующей неделе студия объявила, что намеченный на декабрь релиз игры будет перенесён на январь 2001 года, а генеральный директор Blue Byte и продюсер франшизы Томас Герцлер объяснил, «Мы знаем, что многие геймеры особенно ждали этого The Settlers IV в этом году, и, и, конечно же, мы понимаем, разочарованы ли фанаты Settlers. Однако в конце концов мы приняли решение с учётом интересов игроков. The Settlers IV не появится на полках до Рождества, но фанаты получат игру, соответствующую высоким стандартам качества Blue Byte».

### Выход игры и появление Ubisoft
В январе дата выхода игры в Германии была перенесена на 15 февраля. 6 февраля Ubi Soft купила Blue Byte, раскрывая свои планы по изданию игры на международном уровне, а президент и генеральный директор Ив Гийемо заявил::
Я особенно доволен этим приобретением. Германия - страна прежде всего стратегических игр, а команды Blue Byte - ведущие специалисты в этой области. Наша цель - инвестировать в Blue Byte и предоставить им любой инструмент, необходимый для расширения влияния их ведущих продуктов. Вместе мы постараемся сделать так, чтобы эти замечательные игры, получившие такой огромный успех в Европе, вскоре увлекли игроков по всему миру.
15 февраля игра вышла в Германии, как и планировалось. Однако в нём было множество багов, что вызвало негативную реакцию фанатов и критику игры и Blue Byte в немецкой игровой прессе. Хотя Blue Byte выпустила патч в день выхода игры, он привел к дополнительным проблемам, что привело к дальнейшему негативу в прессе. Второй патч был выпущен четыре дня спустя, чтобы исправить проблемы, вызванные первым патчем. По данным немецкого журнала PC Games, 76 % игроков испытали технические трудности с релизной версией игры. Содизайнер Торстен Мутшалл позже признал, что игра не была готова к выпуску в феврале, и её следовало отложить для дополнительного тестирования и программирования.
19 марта Ubi Soft объявила, что игра будет выпущена по всей Европе в конце месяца, объяснив, что «причины неудачной задержки выпуска продукта заключаются в основном в вопросах обеспечения качества».

### Портативные версии
В ноябре 2009 года, работавшая совместно с Blue Byte по лицензии Ubisoft Gameloft перенесла игру на iOS, выпущенную под названием The Settlers. В апреле 2010 года игра была перенесена на WebOS, специально оптимизирована для использования с Palm Pre.
 В сентябре Gameloft выпустила HD-версии для iPad и bada (оптимизированную для Wave S8500). Позже The Settlers HD вышел для Symbian в январе 2011 года, и в мае для системы Android.
Хотя портативные версии игры имеют обновленную графику, игровой процесс и игровая механика идентичны оригиналу, а сюжетная линия включает в себя двадцать одну однопользовательскую миссию из оригинальной версии (три римские миссии, три миссии викингов, три миссии майя и двенадцать миссий кампании Темного Племени). Основное изменение в игре связано с HUD, который был переработан с учётом элементов управления с сенсорного экрана.
Например, вместо того, чтобы всегда отображать меню здания на экране, к нему можно получить доступ, нажав значок, который открывает «Меню строительства». Из этого меню игрок получает доступ к различным подменю, таким как «Базовые постройки», «Продовольственные постройки» и «Военные постройки». Точно так же, чтобы получить доступ к меню для управления поселенцами-специалистами, игрок касается другого значка, который доступен только в том случае, если у игрока есть такие доступные поселенцы. Нажатие на любой значок в течение двух секунд вызывает краткий экран справки для этого значка, а приостановка игры позволяет игроку получить доступ к полному меню справки, заменяя появлявшиеся в оригинале «Расширенные подсказки».

## Реакция игровой прессы
| Сводный рейтинг | Сводный рейтинг |
| Агрегатор       | Оценка          |
| --------------- | --------------- |
| GameRankings    | 70,59 %         |

The Settlers IV получили 74 %, выставленные агрегатором рецензий Metacritic.

### Обзоры игры в русскоязычной прессе
Крупнейший российский портал игр Absolute Games поставил игре 90 %. Обозреватель отметил качественный геймплей игры и красивую графику. Вердикт: «Как результат, мы имеем Settlers 4 — отличный, безумно играбельный, графически совершенный проект. „Наш Выбор“, настоятельно рекомендуем».

### Версии для других платформ
Gameloft выпустила The Settlers для iPhone/iPod Touch App Store в ноябре 2009 года, основанную на концепции The Settlers IV. Игра доступна для iPhone и iPod Touch.